# Feszt Tímea
Feszt Tímea  szervátültetett személyekkel foglalkozó szociológus, aktivista, civil szervezeti vezető.

## Életpályája
A budapesti Transzplantációs és Sebészeti Klinikán dolgozott transzplantációs koordinátorként 1995-2007-ig. Ekkor került közelebbi kapcsolatba a szervátültetett és szervátültetésre váró gyermekekkel. A Miskolci Egyetem BTK szociológia szakán végzett, szakdolgozatát a Szervátültetett gyermekek pszichoszociális rehabilitációja címmel írta és védte meg. Részt vett a szervátültetett gyermekek táborának létrehozásában és egy évtizeden át annak munkájában is.
Életének minden területén szervátültetettekkel foglalkozik: 
2007-től a Trappancs Szervátültetett Gyermekek Rehabilitációs és Sportegyesületének aktív elnöke.
2012-től a Magyar Szervátültetettek  Szövetségének elnökségi tagja., 2016-tól a SZERVUSZ újság szerkesztői között  van. 
2017 őszétől az I.sz. Gyermekgyógyászati Klinika vesetranszplantációs ambulanciájának koordinátora. 

## Díjai, elismerései
- 2004-ben a Magyar Transzplantáció Társaságtól Ullmann Imre-díjat kapott
- 2005-ben megkapta a Nemzetközi Mosoly Érdemrendet
- 2018-ban „A szervátültetettek szolgálatáért” díjat kapott a Magyar Szervátültetettek Szövetségétől.[4]